# Afrikansk simrall
Afrikansk simrall (Podica senegalensis) är en fågel i familjen simrallar inom ordningen tran- och rallfåglar.

## Utseende och levnadssätt
Afrikansk simrall är väl anpassad till sitt födosök under vatten med lång hals, lång spetsig näbb och knallröda fötter med simhud. Färgen på fjäderdräkten varierar beroende på underart men generellt ljusare på buken och mörkare på ovansidan. Hanen är vanligtvis mörkare än honan. 

## Utbredning och systematik
Afrikansk simrall placeras som enda art i släktet Podica. Den delas in i fyra underarter med följande utbredning:
- senegalensis – Senegal till östra Demokratiska republiken Kongo, Uganda, nordvästra Tanzania och Etiopien
- somereni – Kenya och nordöstra Tanzania
- camerunensis – södra Kamerun till Gabon, Kongo-Brazzaville, Demokratiska republiken Kongo och västra Uganda
- petersii – Angola till sydöstra Demokratiska republiken Kongo, Zambia, Moçambique och östra Sydafrika

Vissa inkluderar camerunensis i senegalensis.

## Ekologi
Afrikansk simrall hittas en rad olika miljöer i Afrika där det finns floder, åar och sjöar med skyddande växtlighet utmed dess kanter. Den lever av vattenlevande ryggradslösa djur som dagsländor, trollsländor och kräftdjur men även sniglar, fisk och amfibier. Fåglarna ses ofta ensamma eller i par. De är oftast svåra att se, vilket gör att det råder kunskapsbrist om dess levnadssätt.
Artens häckningstid sammanfaller med regnperioden. Boet är en slarvig hög av vass och grenar ovanpå en låga ovan vattenlinjen. Där lägger den två ägg som enbart ruvas av honan. Ungarna lämnar boet några dagar efter kläckning.

## Status och hot
Arten har ett stort utbredningsområde och en stor population. Populationsutvecklingen är oklar, men den tros inte minska så pass mycket att den kan anses vara hotad. IUCN kategoriserar därför arten som livskraftig (LC).

## Bilder

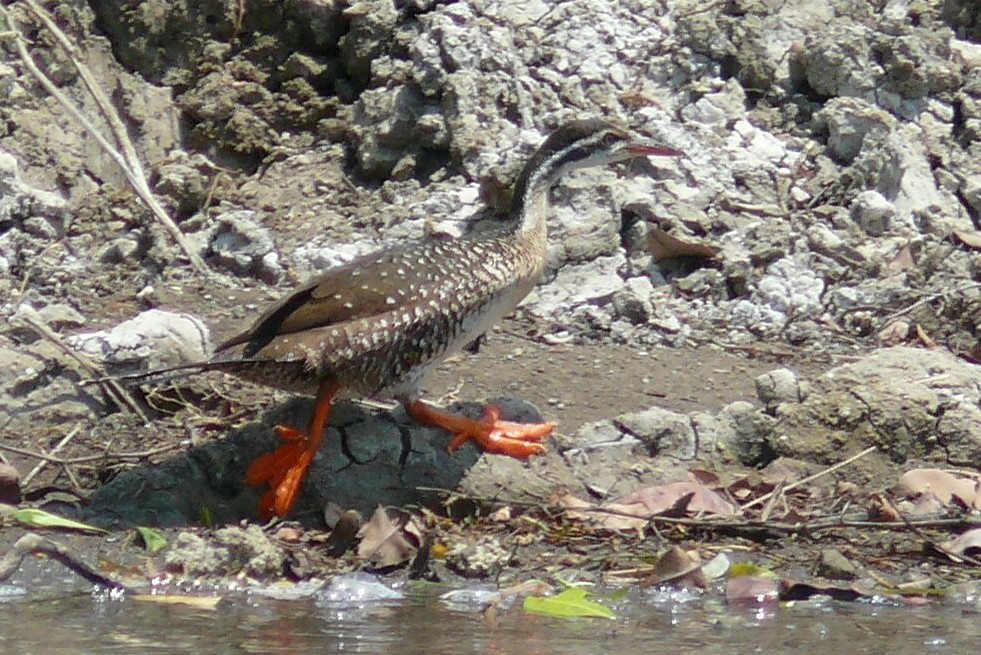
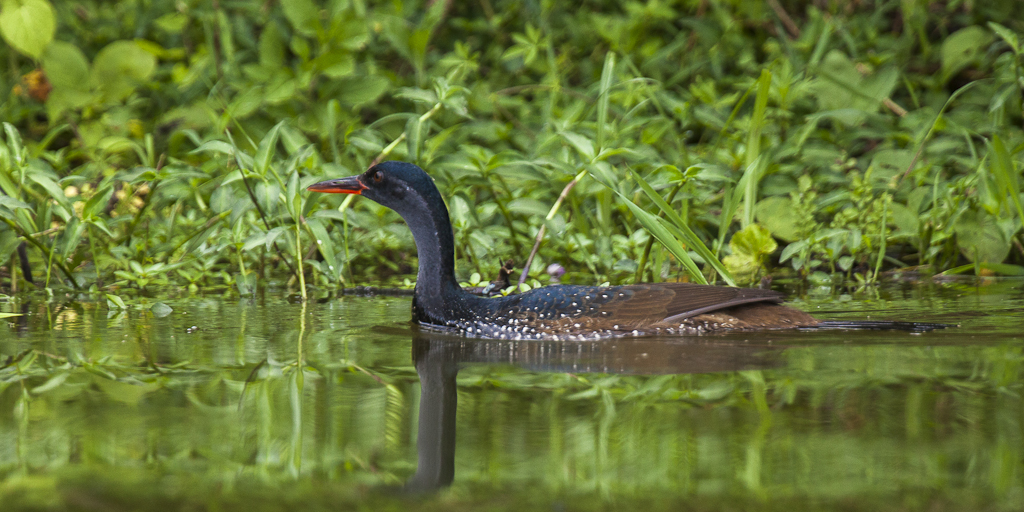
hane av underarten camerunensis i Lake Mburo, Uganda